# Fundación Montagnard
La Fundación Montagnard (MFI; en inglés: Montagnard Foundation, Inc.; en vietnamita: Tổ chức Quỹ người Thượng) es una corporación privada sin ánimo de lucro con sede en Spartanburg, Carolina del Sur, fundada en 1990 y exenta de impuestos desde agosto de 1992. Su objetivo, como organización anticomunista, es proteger los derechos del pueblo de los montañeses, llamados por los franceses montagnards y por los ingleses degar. Son los habitantes de las tierras altas del centro de Vietnam, una región conocida como Altiplano Central (Tây Nguyên). 
Montagnard, que significa "habitantes de las montañas" (en vietnamita: thượng), es un término que procede de la época de la colonización francesa, aunque se ha hecho conocido porque lo usaban los militares americanos en las tierra altas centrales durante la Guerra de Vietnam, normalmente abreviado como yard.

## Objetivo
La corporación, que no tiene miembros, fue fundada por Kok Ksor, miembro del Partido Radical Transnacional, una agencia no gubernamental que investiga los abusos sobre los derechos humanos en todo el mundo, para luchar contra las políticas del gobierno comunista de Vietnam que perjudican a los montañeses. Kok Ksor fue enviado a los Estados Unidos por el fundador y líder de la FULRO (Frente Unido para la Liberación de las Razas Oprimidas), el general Y-Bham Enuol, con la misión de conseguir el reconocimiento mundial del pueblo degar o de los montañeses. Fue encargado por el general de explorar cada posibilidad pacífica de recuperar los derechos legítimos de los montañeses bajo las leyes internacionales.
La Montagnard Foundation entró a formar arte de la Organización de Naciones y Pueblos No Representados el 14 de noviembre de 2003.

## Los montañeses
Los montañeses o degar, entre 1 y 2 millones, habitan en pequeñas aldeas en las montañas del centro oeste de Vietnam, en un área de aproximadamente 55.000 km². Hablan lenguas de las familias austronesia y mon-jemer. Su religión es el animismo, aunque muchos se están convirtiendo al cristianismo. Los principales grupos tribales son los jarai, los rhade, los bahnar, los koho, los mnong y los stieng. Se cree que hace dos mil años vivían en las llanuras costeras, de donde fueron expulsados por las luchas entre los cham y los vietnamitas.
Hay al menos 100.000 degar viviendo en el norte de Camboya, principalmente en las provincias de Ratanak Kirí y Mondol Kirí.
Se calcula que, durante la guerra del Vietnam, 40.000 montañeses sirvieron con el ejército norteamericano como guías, intérpretes y soldados; sin embargo, las muertes de montañeses ascendieron a 200.000 individuos.

## Historia
El Frente Unido para la Liberación de las Razas Oprimidas (FULRO; en inglés: United Front for the Liberation of Oppressed Races; en francés: Front Uni de Lutte des Races Opprimées; en vietnamita: Mặt trận Thống nhất Đấu tranh của các Sắc tộc bị Áp bức) fue una organización vietnamita cuyo objetivo era la autonomía de las tribus degar o montañesas. Nació como movimiento político y en 1969 se convirtió en un grupo fragmentado guerrillero que luchó, primero contra Vietnam del Sur y luego contra la República Socialista de Vietnam. En 1992, cesó en sus funciones cuando el grupo 407FULRO y sus familias entregaron las armas a los enviados de Naciones Unidas en Camboya. En cualquier caso, en la actualidad, la Montagnard Foundation continúa representando a los montañeses en los grupos de trabajo para los pueblos indígenas de Naciones Unidas, en las ONG americanas en Laos, Camboya y Vietnam y ante distintas Misiones Permanentes ante las Naciones Unidas.